# 39 lépcsőfok (film, 1935)
A 39 lépcsőfok (eredeti cím: The 39 Steps) 1935-ben bemutatott fekete-fehér angol kémfilm. Alfred Hitchcock 19. filmje jelentette a nagy áttörést a brit filmiparban. E művében jelent meg először a rendező egyik kulcsmotívuma: a tévedésből, el nem követett bűnért felelősségre vont ártatlan ember figurája. A témát már első hangosfilmjében, a Zsarolásban (1929) is megpendítette, 1956-ban pedig A tévedés áldozata című remekművét is erre építette. A filmet gyors akciójelenetek és változatos suspense-elemek gazdagítják. A forgatókönyvet John Buchan azonos című műve alapján Alma Reville és Charles Bennett írta. 

## Cselekmény
Richard Hannay Londonban, egy varieté-előadáson megismerkedik egy zaklatott nővel. Felviszi a lakására, ahol az asszony egy kémszervezetről mesél neki, amely fontos katonai titkokat akar ellopni Nagy-Britanniától. A nőt az éjszaka során meggyilkolják. 
Richard Skóciába igyekszik, mert a nő arról beszélt, hogy ott akart találkozni valakivel. Útközben megtudja, hogy őt gyanúsítják az asszony meggyilkolásával és az egész országban keresik. A következő napokban üldözi a rendőrség, fenyegetik a kémek, egy időre még össze is bilincselik a szőke Pamelával, aki őt gyilkosnak hiszi. 
A szálak annak a memóriaművésznek az előadásán futnak össze, amelyen Hannay és a meggyilkolt asszony először találkozott. Hannay az előadáson meglátja Jordan professzort, a kémek vezetőjét, és rájön, hogy „Mr. Memory” agyában akarják a kémek kicsempészni a titkos technikai adatokat az országból. 
Sikerül megakadályoznia a tettet, Jordant a rendőrök elfogják.

## Szereposztás
| Szereplő                     | Színész           | Magyar hang        |
| ---------------------------- | ----------------- | ------------------ |
| Richard Hannay               | Robert Donat      | Kautzky Armand     |
| Pamela                       | Madeleine Carroll | Nagy-Kálózy Eszter |
| Annabella Smith              | Lucie Mannheim    | Jani Ildikó        |
| Jordan professzor            | Godfrey Tearle    | Vajda László       |
| Margaret, skót gazdaasszony  | Peggy Ashcroft    | ?                  |
| John, skót gazda             | John Laurie       | ?                  |
| Watson seriff                | Frank Cellier     | Szokolay Ottó      |
| Mr. Memory                   | Wylie Watson      | ?                  |
| Pipázó utas a vonaton        | Gus McNaughton    | Harsányi Gábor     |
| Utas a vonaton               | Jerry Verno       | ?                  |
| Szobalány                    | Peggy Simpson     | Kocsis Mariann     |
| Mrs. Louisa Jordan           | Helen Haye        | Dallos Szilvia     |
| Hillary                      | Elizabeth Inglis  | Halász Aranka      |
| Járókelő a busznál           | Alfred Hitchcock  | (néma szerep)      |
| Színházigazgató              | Miles Malleson    | Kocsis György      |
| Tejesember                   | Frederick Piper   | Wohlmuth István    |
| Skót rendőrfelügyelő         | John Turnbull     | Kardos Gábor       |
| Hamis rendőrtiszt            | Matthew Boulton   | Mihályi Győző      |
| Idős fogadós                 | –                 | Pusztai Péter      |
| Politikai gyűlés résztvevője | –                 | Balázsi Gyula      |
| Rendőrfelügyelő              | –                 | Dobránszky Zoltán  |
| Rendőrfelügyelő társa        | –                 | Uri István         |
| Rendőr                       | –                 | Izsóf Vilmos       |
| Kérdező nő                   | –                 | Papp Ágnes         |

További magyar hangok: Horkai János, Kautzky József, Vogt Károly

## Televíziós megjelenések
TV-2, Duna TV, Filmmúzeum